# سمية لعباني
سمية لعباني عداءة ألعاب قوى مغربية، ولدت يوم 3 فبراير 1975 بآسفي، و هي متخصصة في سباق الماراثون. تمارس سمية لعباني في إيطاليا في صفوف نادي ألطير أطليتيكا لوكوروطوندو (Alteratletica Locorotondo).

## إنجازاتها
- مشاركة في أولمبياد لندن 2012 حيث لم تكمل السباق (انسحبت في الكيلومتر 25).

## أرقام شخصية
| المسابقة  | الرقم   | المكان | السنة |
| --------- | ------- | ------ | ----- |
| الماراثون | 2:34:56 | مراكش  | 2012  |